# Martin Schoppe
Martin Karl Hermann Schoppe (* 24. Oktober 1936 in Leimbach bei Mansfeld; † 28. April 1998 in Zwickau) war ein deutscher Musikwissenschaftler und Maler.

## Leben
Schoppe belegte 1956 ein Studium der Kunstgeschichte, Musikerziehung, Körpererziehung und Musikwissenschaft an der Martin-Luther-Universität Halle-Wittenberg. 1961 absolvierte er das Staatsexamen als Diplom-Musikwissenschaftler. 1962 begann Schoppe erste malerische Versuche in verschiedenen Techniken. 1968 erfolgte seine Promotion zum Dr. phil. in Halle (Saale). Von 1965 bis 1992 wirkte er als Direktor des Robert-Schumann-Hauses in Zwickau.
Ab 1974 war Schoppe zudem künstlerischer Leiter der Robert-Schumann-Wettbewerbe der Stadt Zwickau und von 1990 bis 1996 Vorsitzender der Robert-Schumann-Gesellschaft Zwickau e. V. Martin Schoppe war verheiratet und lebte als Maler und Grafiker im sächsischen Lichtenstein.

## Ausstellungen (Auswahl)
- 1971 Schloss Luisium Dessau
- 1972 Städtisches Museum Zwickau
- 1973 Klub der Kulturschaffenden „Johannes R. Becher“ Berlin
- 1974 Göltzsch-Museum Rodewisch
- 1984 Kleine Galerie Magdeburg
- 1984 Galerie am Hauptmarkt Gotha (Malerei)
- 1986 Juilliard School New York
- 1987 Galerie Passage Berlin
- 1988 Kleine Galerie Zeitz
- 1989 Städtisches Museum Zwickau
- 1996 Galerie am Domhof Zwickau (Malerei und Grafik)
- 2005 Christian-Wolff-Haus, Halle/Saale (Malerei, Grafik, Illustration)

## Publikationen (Auswahl)
- Schumann im Spiegel der Tagesliteratur. Ein Beitrag zur Erforschung der Schumann-Rezeption zwischen 1830 und 1856. Phil. Diss. Halle/Saale 1968.
- Vorwort zu Robert Schumann – Tagebücher Bd. I (1827–1838). Hg. von Georg Eismann. Leipzig 1971 (Lizenzausgabe Basel/Frankfurt 1988).
- mit Gerd Nauhaus: Das Robert-Schumannhaus Zwickau. Zwickau 1973.
- Robert Schumann, Selbstbiografische Notizen. Faksimile und Übertragung. Hg. im Auftrag der Robert-Schumann-Gesellschaft Zwickau, 1977.
- Robert Schumann 1810–1856 – Seine Kindheit und Jugend in Zwickau. Hg. vom Robert-Schumann-Haus Zwickau anlässlich des IX. Internationalen Robert-Schumann-Wettbewerbs und des 175. Geburtstages von Robert Schumann, Zwickau 1981 [recte: 1985!].
- Illustrationen zu: Hunde, Berlin. Kinderbuchverlag, 1990.
- Illustrationen zu: Ein Mädchen fand einen Stein, von Pludra, Benno, Berlin, Kinderbuchverlag, 1981